# اشاره‌گر (واسط نگاره‌ای کاربر)

شکل‌های رایج اشاره‌گر

در علم رایانه، اشاره‌گر یا مکان‌نمای موشی یک تصویر نگاره‌ای روی نمایشگر رایانه یا دیگر افزاره‌های نمایشی است که جابجایی افزارهٔ اشاره را بازتاب می‌دهد. افزارهٔ اشاره معمولاً موشی یا لت لمسی است. با استفاده از اشاره‌گر می‌توان دیگر عناصر واسط نگاره‌ای کاربر را برگزید و جابجا کرد. اشاره‌گر با مکان‌نما تفاوت دارد، از این جهت که مکان‌نما به ورودی صفحه‌کلید پاسخ می‌دهد و نه موشی؛ همچنین محل مکان‌نما را می‌توان با استفاده از اشاره‌گر تغییر داد.
اشاره‌گر معمولاً به صورت یک پیکان نمایش داده می‌شود اما در هر برنامه و هر سیستم‌عاملی ممکن است تغییر کند. از اشاره‌گر می‌توان برای گزیدن اشیاء مختلف روی پردهٔ نمایش استفاده کرد.

## شکل ظاهری
در بسیاری از واسط‌های نگاره‌ای کاربر، اشاره‌گر با توجه به شرایط تغییر شکل می‌دهد، برای نمونه:
- در متن‌هایی که کاربر می‌تواند متن را گزینش و ویرایش کند، اشاره‌گر به شکل یک خط عمودی با لبه‌های بالا و پایینی کوچک نمایش داده می‌شود. (شبیه به حرف انگلیسی I)
- هنگام نمایش اسناد، اشاره‌گر ممکن است به صورت یک دست با انگستان باز نمایش یابد که می‌تواند بخش نمایش‌یافته از صفحه را با هل‌دادن نوردش کند.
- زمانی که یک پردازش رایانه‌ای در جریان است و رایانه نمی‌تواند ورودی دریافت کند، اشاره‌گر ممکن است به صورت یک ساعت شنی نمایش یابد. مایکروسافت ویندوز تا قبل از ویندوز ویستا از این شمایل برای این حالت استفاده می‌کرد. در ویندوز ویستا از یک حلقهٔ گردان استفاده شد. در مک اواس از یک ساعت مچی یا یک توپ گردان (در مک اواس ده) استفاده می‌شود.
- هنگامی که اشاره‌گر روی یک ابرپیوند قرار می‌گیرد، رویدادی به نام موشی‌بالا[۱] شکل اشاره‌گر را به یک دست که انگشت اشاره‌اش به پیوند اشاره می‌کند تغییر می‌دهد. در چنین حالتی ممکن است یک کمک‌ابزار[۲] به صورت متنی حاوی اطلاعاتی مفید دربارهٔ پیوند در کنار اشاره‌گر نمایش یابد که با جابجا شدن اشاره‌گر ناپدید می‌شود. متن نمایش داده شده در کمک‌ابزار به نحوهٔ پیاده‌سازی مرورگر وب بستگی دارد.

کانون اشاره‌گر، به پیکسل فعالی گفته می‌شود که با کلیک‌کردن مورد هدف قرار می‌گیرد. کانون معمولاً در لبه‌های اشاره‌گر یا مرکز آن قرار داد، با این وجود ممکن است در هر نقطه‌ای از اشاره‌گر قرار داشته باشد.

### پشت‌بندهای اشاره‌گر و پویانمایی

صفحهٔ تنظیم ویژگی‌های اشاره‌گر در ویندوز ۷

از پشت‌بندهای اشاره‌گر می‌توان برای بهبود رویت‌پذیری‌اش استفاده کرد. پشت‌بندهای اشاره‌گر از ویژگی‌های سیستم‌عامل‌های داری رابط نگاره‌ای کاربر است. با وجود اینکه به صورت پیش‌فرض غیرفعال است در کلیهٔ نسخه‌های مایکروسافت ویندوز پس از ویندوز ۳٫۱ موجود است.
پشت‌بندهای اشاره‌گر در اصل برای کاربرانی که دارای بینایی ضعیف هستند و نیز نمایشگرهایی که رویت‌پذیری پایین ممکن است مشکل‌ساز باشد فراهم شده‌اند. مثلاً در ال‌سی‌دی‌ها در روشنایی آفتاب، پیدا کردن اشاره‌گر ممکن است مشکل باشد.
در ویندوز پشت‌بندها را می‌توان از کنترل پنل  و معمولاً در برنامک موشی، فعال ساخت.
با معرفی ویندوز ان‌تی، یک اشاره‌گر پویانمایی‌شده به صورت یک پویانمایی کوتاه تکرارشونده در کنار محل اشاره‌گر پخش می‌شد. چنین عملی مثلاً برای نمایش اینکه رایانه مشغول انجام وظیفه‌است به کار می‌رود. پس از آن بسیاری از اشاره‌گرهای پویانما به وسیلهٔ فراهم‌آورندگان طرف سوم برای بارگیری در دسترس قرار گرفتند. متأسفانه اینگونه اشاره‌گرهای خالی از مشکل نیستند. به غیر از بار اضافی کمی که روی واحد پردازش مرکزی وارد می‌کنند، یک آسیب‌پذیری امنیتی نیز در آن‌ها کشف شده. یک بهره‌جو که با نام Windows Animated Cursor Remote Code Execution Vulnerability شناخته می‌شود، از آسیب‌پذیری سرریز میانگیر برای بارگیری بدافزار از طریق مکان‌نمای پویانمایی‌شده در ویندوز استفاده می‌کند.